# Egg Harbor (hrabstwo Door)
Egg Harbor – wieś w Stanach Zjednoczonych, w stanie Wisconsin, w hrabstwie Door.